# Agrotis lupita
Agrotis lupita là một loài bướm đêm trong họ Noctuidae.